# Groupe Demaux
 (décembre 2013).
En France, le groupe Demaux ou groupe DEMAUX est un indicateur synthétique utilisé par SNCF Réseau pour classifier les lignes et sections de lignes du réseau ferré national selon leur armement, c'est-à-dire la capacité du couple voies-traverses à supporter des charges plus ou moins importantes. Cet indicateur synthétique tient notamment compte de la section du rail, du travelage (densité des traverses) et, le cas échéant, de la longueur des barres de rail utilisées.
Cinq groupes Demaux sont définis et numérotés de 1 (armement très faible, groupe pratiquement inexistant en 2013 sur le réseau français) à 5 (armement important, les principales lignes ferroviaires appartiennent pour la plupart à ce groupe). Les groupes Demaux 3 et 4 sont en outre subdivisés en sous-groupes, « haut » et « bas ».
Les groupes Demaux sont entre autres utilisés pour déterminer la charge à l'essieu qui peut être autorisée sur la ligne.